# Acontosceles hydroporoides
Acontosceles hydroporoides is een keversoort uit de familie dwergpilkevers (Limnichidae). De wetenschappelijke naam van de soort werd in 1924 gepubliceerd door George Charles Champion.